# Lesghi
I Lesghi (chiamati anche Lesghiani, Lazi, Lesgi, Lesgini, Lezgi o in lingua lesga: лезгияр) sono un gruppo etnico del sud del Daghestan e del nord dell'Azerbaigian. Parlano la lingua lesga.

## Dati
Nel censimento russo del 2002 furono registrati 412.000 Lesghi. In quello azero del 1999 ne furono censiti 178.000.
La loro struttura sociale è saldamente basata sull'uguaglianza e sul rispetto per l'individualità. La società Lezgin è strutturata in jamaat (Lezgian: жамаат - unioni di clan) ed è stata tradizionalmente egualitaria e organizzata attorno a molti clan locali autonomi, chiamati syhils (сихилар).

## Storia
Questo popolo è noto, nella storia russa, per aver resistito agli attacchi dell'impero per più della metà del XIX secolo.
La terra dei Lezgin è stata soggetta a molteplici invasori nel corso della storia. Il suo terreno isolato e il valore strategico che gli estranei hanno attribuito alle aree colonizzate da Lezgins hanno contribuito molto all'etica della comunità Lezgin e hanno contribuito a plasmare il suo carattere nazionale. A causa dei continui attacchi degli invasori, i Lezgin hanno sviluppato un codice nazionale di onore e condotta, Lezgiwal, tramandato di generazione in generazione dai genitori e dalla società. Implica comportamento morale ed etico, generosità e volontà di salvaguardare l'onore delle donne.

## Bandiere
La prima bandiera dei lesghi apparí nella metà degli anni '90 e consisteva in un drappo diviso in due bande blu e verde (che rappresentano il cielo e la terra) con al centro il disegno di un'aquila, considerata dai lesghi come il loro simbolo guida. Sulla effetiva esistenza di questa bandiere c'è ancora qualche dubbio e, forse potrebbe trattarsi anche di un falso.
Negli anni successivi si iniziò a diffondere il modello di una bandiera rossa con una striscia verde in basso dove talvolta era presente la scritta Alpan (Albania, in riferimento al Regno dell'Albania Caucasica) in un antico alfabeto locale. Il rosso è un colore tipico lesgo mentre il verde sta per l'Islam, la religione dominante tra i lesghi.
Nel 2013 venne adottata una nuova bandiera corrispondente a quella precedente ma venne aggiunto il nuovo emblema nazionale.